# Hanna Malm
Anna Johanna (Hanna) Malm, kodnamn Muttern, född 8 april 1887 i Helsingfors, död 8 augusti 1938 i Urais, Sovjetunionen, var en finländsk politiker.
Malm gick i folkskola i Helsingfors och arbetade som bokbindare på Göös boktryckeri. Hon flyttade 1909 till Jakobstad för att tjänstgöra som socialdemokratisk kretssekreterare och stannade där till 1916, då hon återvände till Helsingfors. Under finska inbördeskriget vistades hon i bland annat Tammerfors, där hon arbetade vid tidningen Kansan Lehti i den inringade staden. Hon flydde till Sverige, men återvände redan på hösten samma år till Finland för att verka i det nygrundade Finlands kommunistiska partis underjordiska verksamhet. Hon var känd som en eldfängd person och förespråkade en strikt revolutionär linje; efter att 1922 ha bosatt sig i Sovjetunionen motsatte hon sig de "småborgerliga experiment" (NEP) som under 1920-talet kännetecknade den sovjetiska politiken. 
Malm hade lärt känna Kullervo Manner redan före 1918 och ingick 1922 ett så kallat sovjetäktenskap med denne; paret hade på 1920-talet ett starkt inflytande över Finlands kommunistiska parti med Manner som ordförande och Malm som enda kvinna i centralkommittén, som hon tillhörde 1921–1930. I konflikten med Otto Ville Kuusinen utgick de dock som förlorare, och 1932 förpassades Malm till Sovjetkarelen i intern exil, vilket Manner inte kunde förhindra. Hon häktades 1935 och dömdes till tio års arbetsläger.